# Glycolzuur
Glycolzuur, hydroxyethaanzuur of hydroxyazijnzuur (IUPAC-naam) is het eenvoudigste stabiele hydroxyzuur (organisch zuur met één of meerdere alcoholfuncties) met als brutoformule C2H4O3. In zuivere vorm komt het voor als een kristallijne vaste stof, die gemakkelijk oplost in water en andere polaire oplosmiddelen.

## Productie
Glycolzuur wordt verkregen uit suikerriet, maar komt ook voor in suikerbieten en in vruchten zoals ananas, meloen en onrijpe druiven. Afgezien van isolatie uit diverse planten, kan glycolzuur synthetisch worden gemaakt door chloorazijnzuur te laten reageren met water of loog:
{\displaystyle {\ce {ClCH2COO- + OH- -> HOCH2COO- + Cl-}}}
Glycolzuur wordt ook bereid door de reactie van koolstofmonoxide en formaldehyde in water met een zure katalysator zoals zwavelzuur, onder hoge temperatuur en hoge druk. Dit is een Koch-reactie:
{\displaystyle {\ce {H2CO + H2O + CO -> HOCH2COOH}}}

## Toepassingen
Glycolzuur wordt in de cosmetica gebruikt: bij chemische peeling met glycolzuur worden rimpeltjes en andere onvolkomenheden weggewerkt doordat de bovenste huidlaagjes als het ware worden weggebrand. Glycolzuur is hiervoor beter geschikt dan langere hydroxyzuren zoals melkzuur of appelzuur omdat het een kleiner molecuul is dat beter in de huid dringt. Daarnaast komt glycolzuur ook voor als ingrediënt in allerlei producten voor huidverzorging.
Glycolzuur vindt eveneens toepassing als conserveringsmiddel in voedingsmiddelen, als additief in polymeren en inkten en in toiletreinigingsmiddelen.
Glycolzuur kan ook gebruikt worden voor de productie van ethyleenglycol, door verestering gevolgd door hydrogenering:
{\displaystyle {\ce {HOCH2COOH + ROH -> HOCH2COOR + H2O}}}
{\displaystyle {\ce {HOCH2COOR + 2H2 -> HOCH2CH2OH + ROH}}}

## Toxicologie en veiligheid
Glycolzuur is een corrosieve stof. In zuivere vorm kan het bij contact met de huid irritatie en brandwonden veroorzaken.